# Liste der Lokomotiv- und Triebwagenbaureihen der Deutschen Reichsbahn (1920–1945)
Die in der Liste der Lokomotiv- und Triebwagenbaureihen der Deutschen Reichsbahn (1920–1945) verzeichneten Triebfahrzeug-Baureihen der Deutschen Reichsbahn sind nach den in den 1920er Jahren entwickelten Baureihenschemata für die unterschiedlichen Fahrzeugtypen geordnet.
Die Deutsche Bundesbahn und die Deutsche Reichsbahn ab 1945 haben später weitere neugebaute Typen in den Nummernplan eingereiht sowie Fahrzeuge nach Umbauten umgezeichnet. Die Listen der DB und der DR enthalten diese Fahrzeuge.
Im Bereich der von Privatbahnen und der im Zuge der nationalsozialistischen Expansionspolitik von fremden Bahnen übernommenen Lokomotiven stellt diese Liste (noch) nicht ein vollständiges Gesamtbild aller Baureihen dar.